# Cecilia Gayle
Cecilia Gayle (Costa Rica, 18 gennaio 1963) è una cantante costaricana naturalizzata italiana.

## Biografia
Nata in Costa Rica, è divenuta nota nella seconda metà degli anni novanta, in particolare in Italia, con la pubblicazione del singolo El Pam Pam, successo dell'estate 1998 pubblicato dalla New Music.
Negli anni seguenti ha ottenuto altrettanto successo con brani come El Tipitipitero, Jinga, jinga! e Aquì, inserite in innumerevoli compilation di musica latinoamericana. Le canzoni sono state pubblicate anche in alcuni album, usciti per l'etichetta discografica Discomagic, oltreché per la New Music.
Nel 2000 ha fatto parte del cast fisso del programma di Rai 1 Domenica in, in Italia. Otto anni più tardi, nel 2008, ha pubblicato un album di cover di famose canzoni di Raffaella Carrà intitolato appunto Cecilia Gayle canta Raffaella Carrà, uscito per la Antibemusic.
Nel 2015 esce La Pipera insieme a Dj Sanny J.
Nel maggio 2016 esce il nuovo singolo Pa' Mover.

## Discografia

### Singoli
- 1995 – Meneaito
- 1995 – Macarena
- 1996 – El Venao (Il Cornuto)
- 1998 – El Pam Pam
- 1999 – Guantanamera (Remix 2000)
- 1999 – El Tipitipitero
- 2000 – Cha Cha Fever
- 2001 – Te Quiero
- 2002 – Bate el Corazon
- 2003 – Jinga Jinga!
- 2005 – Aquì
- 2011 – Yo Quiero
- 2014 – El Tikitaka
- 2015 – La Pipera
- 2016 – Pa' Mover
- 2018 – Pampaneando
- 2019 – L'Importante è Finire (Feat. Gino Latino)
- 2021 – Ritmo del amor[4]

### Album
- 1996 – A Todo Ritmo
- 1998 – El Pam Pam
- 2005 – Aquì... es la fiesta!
- 2008 – Cecilia Gayle canta Raffaella Carrà